# Tyrone Sterling
Tyrone Sterling (Londra, 8 ottobre 1987) è un calciatore inglese naturalizzato grenadino, difensore del Margate e della nazionale grenadina.

## Carriera

### Club
Ha giocato nelle serie minori inglesi (mai al di sopra della quinta divisione).

### Nazionale
Ha esordito in nazionale nel 2018. Nel 2021 ha partecipato alla CONCACAF Gold Cup.

## Statistiche

### Cronologia presenze e reti in nazionale
| Cronologia completa delle presenze e delle reti in nazionale ― Grenada | Cronologia completa delle presenze e delle reti in nazionale ― Grenada | Cronologia completa delle presenze e delle reti in nazionale ― Grenada | Cronologia completa delle presenze e delle reti in nazionale ― Grenada | Cronologia completa delle presenze e delle reti in nazionale ― Grenada | Cronologia completa delle presenze e delle reti in nazionale ― Grenada | Cronologia completa delle presenze e delle reti in nazionale ― Grenada | Cronologia completa delle presenze e delle reti in nazionale ― Grenada |
| Data                                                                   | Città                                                                  | In casa                                                                | Risultato                                                              | Ospiti                                                                 | Competizione                                                           | Reti                                                                   | Note                                                                   |
| ---------------------------------------------------------------------- | ---------------------------------------------------------------------- | ---------------------------------------------------------------------- | ---------------------------------------------------------------------- | ---------------------------------------------------------------------- | ---------------------------------------------------------------------- | ---------------------------------------------------------------------- | ---------------------------------------------------------------------- |
| 12-10-2018                                                             | Saint George's                                                         | Grenada                                                                | 0 – 2                                                                  | Cuba                                                                   | CONCACAF Nations League 2019-2020 - Qualificazioni                     | -                                                                      |                                                                        |
| 5-9-2019                                                               | Saint George's                                                         | Grenada                                                                | 2 – 1                                                                  | Saint Kitts e Nevis                                                    | CONCACAF Nations League 2019-2020 - Fase a gironi                      | -                                                                      |                                                                        |
| 8-9-2019                                                               | Belmopan                                                               | Belize                                                                 | 1 – 2                                                                  | Grenada                                                                | CONCACAF Nations League 2019-2020 - Fase a gironi                      | -                                                                      |                                                                        |
| 14-11-2019                                                             | Basseterre                                                             | Saint Kitts e Nevis                                                    | 0 – 0                                                                  | Grenada                                                                | CONCACAF Nations League 2019-2020 - Fase a gironi                      | -                                                                      |                                                                        |
| 17-11-2019                                                             | Saint George's                                                         | Grenada                                                                | 3 – 2                                                                  | Belize                                                                 | CONCACAF Nations League 2019-2020 - Fase a gironi                      | -                                                                      |                                                                        |
| 25-3-2021                                                              | San Salvador                                                           | El Salvador                                                            | 2 – 0                                                                  | Grenada                                                                | Qual. Mondiali 2022                                                    | -                                                                      |                                                                        |
| 4-6-2021                                                               | North Sound                                                            | Antigua e Barbuda                                                      | 1 – 0                                                                  | Grenada                                                                | Qual. Mondiali 2022                                                    | -                                                                      |                                                                        |
| 8-6-2021                                                               | Saint George's                                                         | Grenada                                                                | 1 – 2                                                                  | Montserrat                                                             | Qual. Mondiali 2022                                                    | -                                                                      |                                                                        |
| 13-7-2021                                                              | Houston                                                                | Honduras                                                               | 4 – 0                                                                  | Grenada                                                                | Gold Cup 2021 - 1º turno                                               | -                                                                      |                                                                        |
| 17-7-2021                                                              | Houston                                                                | Qatar                                                                  | 4 – 0                                                                  | Grenada                                                                | Gold Cup 2021 - 1º turno                                               | -                                                                      |                                                                        |
| 21-7-2021                                                              | Orlando                                                                | Grenada                                                                | 1 – 3                                                                  | Panama                                                                 | Gold Cup 2021 - 1º turno                                               | -                                                                      | 24’                                                                    |
| 23-3-2022                                                              | Gibilterra                                                             | Gibilterra                                                             | 0 – 0                                                                  | Grenada                                                                | Amichevole                                                             | -                                                                      |                                                                        |
| Totale                                                                 |                                                                        | Presenze                                                               | 12                                                                     |                                                                        | Reti                                                                   | 0                                                                      |                                                                        |